# Jesús Liceras
Jesús Liceras López fue un historietista español (Mijas, 3 de febrero de 1922 - Zúrich, 31 de enero de 1994), uno de los más importantes de la Escuela Valenciana de cómic.

## Biografía
Su familia se mudó a Valencia, donde estudió en la Escuela de Bellas Artes de San Carlos.
Tras la Guerra Civil, comenzó su carrera profesional en revistas de Editorial Valenciana como Jaimito, de la que fue uno de los primeros miembros, acompañado de su hermano José.
Al morir su esposa a principios de los años sesenta, emigró a Francia, Bélgica, Austria, Italia y Suiza hasta que a finales de la década se establece en Quebec, donde permanece los siguientes quince años. Allí, produjo dos álbumes del personaje Ti-Jean con el guionista Robert Toupin, pero se dedicó sobre todo al dibujo publicitario.
En 1982, nuevamente casado, volvió a Suiza para seguir trabajando como ilustrador infantil.

## Obra
- 1952 Jaimito y compañía para "Jaimito" de Editorial Valenciana